# Möngke Khan

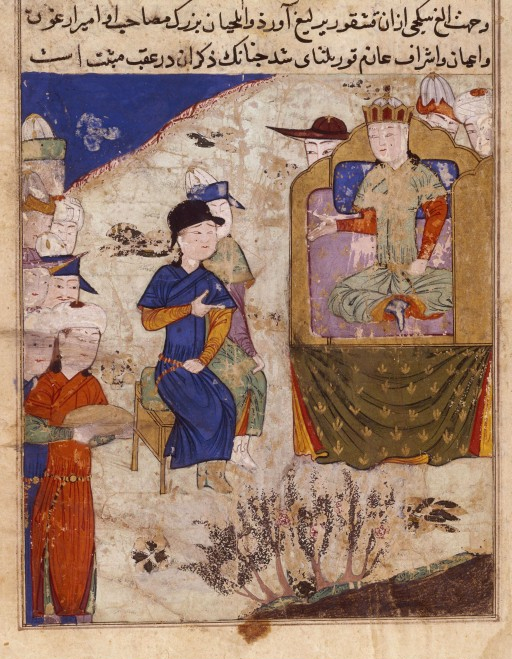
Audiëntie van Möngke Khan

Möngke (ook gespeld als Mongke, Möngka, Mangu, enzovoort, 1209 - Chongqing, 1259) was vierde khagan van het Mongoolse Rijk. Hij was de zoon van Tolui en Sorghaghtani Beki, een broer van Koeblai Khan, Ariq Boke en Hulegu en een kleinzoon van Genghis Khan. Möngke was khan van het Mongoolse Rijk van 1251 tot 1259.
Möngke nam voor zijn periode als khan onder andere deel aan de militaire campagne in Europa (1236-1242), als generaal onder zijn neef Batu, de commandant van de Gouden Horde. Deze campagne omvatte veldtochten naar het zuidoosten van Rusland, de vernietiging van Kiev en de aanval van Hongarije. In de zomer van 1241, vóór het voorbarige eind van de campagne, keerde Möngke naar zijn geboorteland Mongolië terug. In 1242 stierf Ögedei en keerde ook Batu terug.
Na de dood van de derde khan, zijn neef Güyük, was er veel interne strijd over de opvolging. Met name de lijn van Jochi, de oudste zoon van Genghis Khan was tegen het kiezen van iemand uit de familie van Güyük en Ögedei. Ook Batu, op dat moment de belangrijkste man in de familie, was van deze fractie en hij riep een khuriltai bijeen in Siberië. Daar hij echter mogelijk zoon van een bastaard was (Jochi was misschien niet Genghis' zoon) kon Batu zelf geen khan worden en hij koos daarom Möngke. Protesten van de lijn van Güyük, met name van Oghul Ghaimish, zijn weduwe, werden genegeerd, zeker nadat ook Batu's broer Berke een khuriltai bijeen had geroepen. Oghul Ghaimish bleef weerstand bieden en werd daarom in een zak genaaid en verdronken. Ook andere leiders, vooral van de stammen van Chagatai en Ögedei, werden vervolgd. Door de vriendschap tussen Mönke en Batu was er na beider troonsbestijgingen een periode van betrekkelijke eenheid. De Gouden Horde van Batu leefde op goede voet met de rest van het rijk. Doordat Möngke's broers Koeblai en Hulegu de belangrijkste regenten in het rijk waren, was ook in hun gebieden, China en het Ilkhanaat, de loyaliteit aan de leider groot.
Politiek gezien was Möngke een conservatieve khan, die zijn best deed de yasak, de Mongoolse wet zoals opgesteld door Genghis Khan, te volgen. Tijdens zijn regeerperiode kwam de Vlaamse ontdekkingsreiziger en monnik Willem van Rubroeck naar Karakorum. Daar ontmoette hij de Khan en probeerde hij deze te bekeren. Om zijn veiligheid te garanderen, zei van Rubroeck dat hij geen politieke missie had, wat Möngke's interesse in hem enorm verminderde. Willem van Rubroeck beschreef Möngke als een kleine man, met een stompe neus. Een van de bekendste elementen in zijn reisverslag is een door Möngke bijgewoond theologisch debat, waarin van Rubroeck debatteert met moslims en boeddhisten. 
Möngke gaf veroveringen een hogere prioriteit dan Güyük. Hij mengde zich meer in de oorlog in China en had het bevel over zijn troepen in de strijd tegen de Song-dynastie. Hij maakte zijn latere opvolger en broer Koeblai gouverneur van China. Onder hun gezamenlijke leiding veroverde de Mongolen veel steden langs de noordelijke grens van China. Deze acties maakten uiteindelijk de totale verovering van China een kwestie van tijd. Hij verzocht zijn broer Hülegü naar het zuidwesten te gaan, en besloot dat het Mongoolse Rijk zich tot Egypte moest uitbreiden. De Europese verovering werd veronachtzaamd vanwege de voorrang die Möngke gaf aan de andere twee strijdtonelen.
Over de dood van Möngke zijn meerdere verhalen te vertellen. Sommigen beweren dat hij dysenterie kreeg, terwijl anderen beweerden dat hij voor Chongqing door een kanon werd geraakt. Weer andere bronnen zeggen dat hij een steen op zijn hoofd kreeg bij gevechten om een visserdorp in het zuiden van China. Hij stierf in 1259.